# 清平乐
清平乐，词牌名。亦称《清平乐令》、《醉东风》。
双调四十六字，前阕四仄韵，后阕三平韵，平仄换韵。
前闋四仄韻 / 後闋三平韻 - 平仄換韻。仄

## 格律
仄平平仄，仄仄平平仄。 仄仄平平平平仄，平仄平平平仄。

仄平仄仄平平，平平仄仄平平。 仄仄平平仄仄，平平平仄平平。
此調以此詞為正體，若趙詞之前結句法小異，李詞之或押仄韻，皆變體也。但此調亦有填單遍者。宋施岳詞：「水遙花暝，隔岸炊煙冷。十里垂楊搖嫩影，宿酒和愁多醒」。又，元張肯詞：「孤村雖小，幾簇人家繞。菰葉纖纖波渺渺，摘得菰根多少」，即此前段也。注明不列。韋莊詞，前段起句「何處遊女」，處字仄聲；第二句「金線飄千縷」，金字平聲；第三句「門外馬嘶郎欲別」，門字平聲，馬字仄聲；第四句「惆悵香閨暗老」，暗字仄聲，又「燕拂畫簾金額」，燕字、畫字俱仄聲；換頭句「盡日相望王孫」，相字平聲；第二句「塵滿衣上淚痕」，塵字平聲，滿字、淚字俱仄聲，又「含羞待月鞦韆」，待字仄聲；第四句「掃即郎去歸遲」，即字仄聲。譜內可平可仄據此，餘參趙詞。

## 例词
- 李煜

别来春半，触目愁肠断。砌下落梅如雪乱，拂了一身还满。
雁来音信无凭，路遥归梦难成。离恨恰如春草，更行更远还生。
- 晏殊

金风细细，叶叶梧桐坠。绿酒初尝人易醉，一枕小窗浓睡。
紫薇朱槿花残，斜阳却照阑干。双燕欲归时节，银屏昨夜微寒。
- 李清照

年年雪裏，常插梅花醉。挼盡梅花無好意，贏得滿衣清淚。
今年海角天涯，蕭蕭兩鬢生華。看取晚來風勢，故應難看梅花。
- 朱淑真

惱煙撩露，留我須臾住。攜手藕花湖上路，一霎黃梅細雨。
嬌癡不怕人猜，和衣睡倒人懷。最是分攜時候，歸來懶傍妝臺。
- 辛棄疾

茅簷低小，溪上青青草。醉裡吴音相媚好，白发谁家翁媪？
大儿锄豆溪东，中儿正织鸡笼。最喜小儿无赖，溪头卧剥莲蓬。